# Arrondissement de Keur Mboucki
L'arrondissement de Keur Mboucki est l'un des arrondissements du Sénégal. Il est situé dans le département de Birkelane et la région de Kaffrine.
Il a été créé par un décret du 10 juillet 2008.
Il compte trois communautés rurales :
- Communauté rurale de Diamal[3]
- Communauté rurale de Keur Mboucki
- Communauté rurale de Touba Mbella

Son chef-lieu est Keur Mboucki.